# Вишиванковий фестиваль 2017
«Вишива́нковий фестива́ль 2017» — етнофестиваль, що пройшов із 23 по 27 серпня 2017 року на Приморському бульварі в Одесі. Фестиваль присвячений 26-й річниці Незалежності України. Це був дев'ятий за ліком фестиваль.

## Загальний опис фестивалю
«Вишиванковий фестиваль» 2017 — мультиструктуроване дійство, всередині якого зосереджено близько двох десятків різноманітних акцій, забав та заходів. Протягом усього фестивалю на Приморському бульварі діють фотозони, де кожен має змогу зробити світлину у вишиванці, та ярмарок народних майстрів, на якому можна подивитися та придбати вишиванки й етнічні прикраси, традиційну кераміку й українські книжки, диски з вітчизняною музикою, фільмами, різноманітні українські сувеніри. Також щодня триває концертна програма.
«Вишиванковий фестиваль 2017» здобув гран-прі конкурсу «Творча молодь Одещини 2018». Громадська організація «Вишиванковий фестиваль» стала дипломантом у номінації «Організація року», а «Вишиванковий ланцюг — 2017» було визнано переможцем у номінації «Флешмоб року» конкурсу, проведеного одеською молодіжною організацією «Лайт» за підтримки голови Одеської обласної ради.

## Перший день фестивалю
Традиційне для Одеси святкування Дня Незалежності України у День Державного Прапора України, 23 серпня. З 10:00 на Приморському бульварі працював ярмарок, де кожен охочий міг придбати роботи майстрів та майстринь, передусім вишиванок. Також із 10:00 до вечора відбулося дизайнерське оформлення простору біля Дюка в патріотичному стилі, а у концертній програмі виступали Тінь Сонця, Друже Музико, Шосте чуття. 
Об 11:00 відбулося традиційне підняття Державного Прапора Потьомкінськими сходами. Близько 40 найдосвідченіших волонтерів фестивалю у супроводі оркестру Військово-морських сил і вихованців Військово-морського ліцею розгорнули 26-метровий прапор України, довжина якого символізує вік нашої держави.

## Другий день фестивалю
24 серпня о 6:00 біля пам'ятника Дюку відбувся патріотичний забіг у вишиванках. О 13:00 зібрались у живий ланцюг у вишиванках 2464 людини, від пам'ятника Дюку по Потьомкінських сходах, через морвокзал і до яхт-клубу. Серед учасників був і голова Одеської облдержадміністрації Максим Степанов.
О 16:00 відбувся патріотичний автопробіг до Дня Незалежності біля пам'ятника Дюку, у якому взяли участь близько 50 автолюбителів. Увечері о 19:00 на Приморському бульварі відбувся безкоштовний святковий концерт за участю гуртів Fontaliza, Pianoбой і Друга Ріка, а ведучим вечора був Олександр Педан.

## Третій день фестивалю
25 серпня на Приморському бульварі відбувся Другий масовий диктант з української мови, у написанні якого взяли участь близько 350 осіб. Текст диктанту підготував заслужений працівник освіти України Олександр Авраменко. Він відзначив, що в захваті від Одеси та подякував організаторам і волонтерам фестивалю за неймовірно високий рівень організації диктанту. Диктант мав назву «Перше кіно в Одесі».

 

## Четвертий день фестивалю
26 серпня відбулися кінопоказ, літературні батли та відкрився фестиваль «Made in Ukraine» у парку ім. Шевченка.

## Останній день фестивалю
Традиційно фестиваль закінчується запуском прапора України в небо на повітряних кульках, які надували кілька годин поспіль. Організатори, волонтери й усі інші, хто доклав до фестивалю руку, тримали прапор, співали гімн, а після випустили національний символ в небо.